# Ngawang Tashi Dragpa
Ngawang Tashi Dragpa (1488-1564) was een Tibetaans koning die met tussenpozen regeerde van 1499 tot 1564. Hij was de elfde vorst uit de Phagmodru-dynastie, wat de heersende dynastie in Tibet was van 1354 tot 1435, en een zekere politieke status behield tot aan het begin van de 17e eeuw.

## Politieke achtergrond
Sinds de zesde Phagmodrupa-vorst Dragpa Gyaltsen was de gelugtraditie uitgegroeid tot de leidende traditie uit het Tibetaans boeddhisme op hun grondgebied in de regio U. Oorspronkelijk had het een heerschappij gekend over geheel Centraal-Tibet, maar na 1435 was het meermaals gebieden kwijtgeraakt, met name aan de Rinpung-dynastie in de regio Tsang.
Hoe langer hoe meer werd het Phagmodrupa-hof in Nedong overschaduwd door de Rinpungpa die hun hoofdstad hadden in Samdrubtse (huidig Shigatse). In 1498 nam het Rinpungpa-leger de belangrijke stad Lhasa en behield het de macht daar tot 1517. De eerste jaren van het leven van Ngawang Tashi Dragpa kenmerkten zich als een groot politiek dieptepunt voor de Phagmodrupa.
De Rinpungpa waren innig verbonden met een andere boeddhistische sekte: de karma kagyüsekte van de zevende karmapa, Chödrag Gyatso. Dit had gevolgen had voor de monniken van de nabij Lhasa gelegen kloosters Drepung en Sera uit de gelugsekte. Zo werden de monniken er tijdens de bezetting bijvoorbeeld van weerhouden Mönlam te vieren. Dit is een door de gelugboeddhisten gevierd festival dat de stichter van de hun traditie, Tsongkhapa, in 1409 had ingesteld en sindsdien jaarlijks werd gevierd. Daarbij was Mönlam ooit mogelijk gemaakt dankzij de vrijzinnige opstelling van de zesde Phagmodru-vorst Dragpa Gyaltsen.

## Kindertijd
Ngawang Tashi Dragpa was een zoon van koning Ngagi Wangpo; zijn moeder en diens vrouw Dsongkhama. Zij overleed toen hij slechts een jaar oud was, gevolgd door zijn vader toen hij drie jaar oud was, in 1491.
Zijn vader werd daarom eerst opgevolgd door een regent. Een raad van ministers koos voor Tsogye Dorje, een afstammeling van de Rinpung-dynastie. Na afloop van een turbulent regentschap droeg Tsogye Dorje de regering in 1499 over aan Ngawang Tashi Dragpa, die werd benoemd tot koning (gongma: de hoge persoon, superieur).
Vijf jaar later trouwde de jonge heerser een Rinpungpa-vrouw omwille van politieke gepastheid. Ze kregen twee zonen: Drowey Gönpo en Dragpa Jungne. Later trouwde hij met Sangye Pal Dzomma uit de Nelpa-familie, een vrouw met een sterke wil die haar man actief bijstond in de uitbreiding van hun gezamenlijke machtsbasis. Ze was een van de machtigste vrouwen in de geschiedenis van Tibet.

## Herwinning van macht voor de Phagmodrupa
In de jaren rond 1500 was de Rinpung-dynastie aan de top van haar macht in Centraal-Tibet gekomen. Aan het hoofd stond Dönyö Dorje, een neef (oomzegger) van de oud-regent Tsogye Dorje.
In 1510, net na de dood van Tsogye Dorje, brak een conflict uit tussen de kampen van Dönyö Dorje en Ngawang Tashi Namgyal. Na het overlijden van Dönyö Dorje in 1512, raakten de aanwinsten van de Rinpungpa echter in verval. In een lange serie van kleine oorlogen winst de gongma en zijn bondgenoten de Rinpungpa terug te dringen. In 1517 werd ook de stad Lhasa teruggewonnen, ten nadele van de karma kagyüsekte van de karmapa. Voor het eerst sinds twintig jaar mocht het gebedsfestival Mönlam weer gevierd worden door de gelugmonniken in Lhasa.
Koningin Sangye Pal Dzomma was de belangrijkste begunstiger van het festival. Ze onderhield nauwe contacten met de leidende figuur van de gelugsekte, Gendün Gyatso; postuum zou hij later worden erkend als de tweede dalai lama.
De macht van de Rinpungpa was voortaan weer beperkt tot de regio Tsang. De historische bronnen geven in het algemeen een gunstig beeld van Ngawang Tashi Dragpa en zijn koningin, als zijnde succesvol in oorlogsvoering en grote beschermers van de belangrijkste religieuze oorden in de regio rondom Lhasa.

## Relatie met China
Sinds al oude tijden stond de Phagmodrupa-dynastie in een nominale tribuut-relatie met de Chinese Ming-dynastie. Keizers verleenden titels en giften aan nieuwe heersers, maar mengden zich niet in de interne zaken van Centraal-Tibet.
De Mingshi-annalen zijn bijvoorbeeld erg vaag over de Tibetaanse politiek in dit tijdperk. In de annalen wordt geklaagd over een geweldsincident van Tibetaanse monniken die in 1495 tribuut brachten in het district Yangzhou, aan de oostkust van China. Het hof in Peking zond gezanten met een vermaning naar de Phagmodru-vorst om de monniken te straffen. Toen de gezanten in Lhasa aankwamen, werden ze gewaar dat de vorst Künga Legpa was overleden - volgens de Tibetaanse kronieken al in 1481 - en dat diens zoon Ngagi Wangpo vroeg om investituur.
Toen de keizerlijke investituur Tibet bereikte, kwamen de gezanten erachter dat Ngagi Wangpo inmiddels ook al dood was. De twee gezanten gaven de investituur daarom aan diens zoon, die ze Awang Dashi Daba Jianzan (Ngawang Tashi Dragpa Gyaltsen) noemden. In de Chinese hoofdstad was er ontevredenheid over beslissing die de gezanten uit eigen wil hadden genomen, maar de officiële handeling werd ook niet teruggedraaid.
Met tussenpozen werd gedurende de lange regering van Ngawang Tashi Dragpa tribuut betaald aan de Ming-dynastie. Daarnaast waren er een reeks van Tibetaanse lokale regimes die tribuut zonden, al ging het hier in de realiteit om een handelsuitwisseling. In 1524 ging het om een aantal van maar liefst 37 tribuutbezoeken.

## Familietwisten
Tegen de midden van de 16e eeuw liep het lichamelijke vermogen van Ngawang Tashi Dragpa achteruit. Een van zijn zoons, Drowey Gönpo, was geïnstalleerd in Gongri Karpo, ten westen van Nedong.
Zijn zoons veroorzaakten echter onrust voor de ouder wordende gongma en revoltes tegen de Phagmodru-vorst vonden plaats in 1553-54 en 1555. Deze beroeringen vormden een pilaar onder de opkomende macht van de Kyishodpa-familie, die medio 16e eeuw was gevestigd in de buurt van Lhasa.
Vanaf 1559 onderhield Ngawang Tashi Dragpa een nauwe band met Sönam Gyatso, die later, rond 1578, door de Mongoolse Altan Khan van de Tümedstam werd uitgeroepen tot de derde dalai lama.
In 1563 streefde zijn kleinzoon, Ngawang Dragpa Gyaltsen van de Gongri Karpo-tak van de dynastie, ernaar de macht van de zwakke oude monarch af te pakken. Toen hij uiteindelijk het jaar erop overleed, ijverden de beide familietakken om de macht en vroegen om de bemiddeling van Sönam Gyatso. Ngawang Dragpa Gyaltsen werd erkend als opvolger, maar de macht van de Phagmodrupa stond vanaf nu op de achtergrond. Tot vroeg in de 17e eeuw werden er weliswaar nog gongmas benoemd, maar de strijd om de macht zou voortaan gaan tussen de patronen van de gelugsekte en de karma kagyüsekte, respectievelijk de dalai lama en de karmapa.